# Escut d'Agullent
L'escut d'Agullent és un símbol representatiu oficial d'Agullent, municipi del País Valencià, a la comarca de la Vall d'Albaida. Té el següent blasonament:
| « | Un losange d'or amb quatre pals de gules, ressaltats amb una agulla d'argent com a element parlant, i per timbre una corona reial de vuit florons, visibles cinc. | » |

## Història

Segell de 1877.

Es tracta d'un escut d'ús immemorial, rehabilitat per Resolució de 10 d'abril de 1991, del conseller d'Administració Pública, publicada en el DOGV núm. 1.542, de 15 de maig de 1991 i en el BOE núm. 145 de 18 de juny de 1991.
Els quatre pals són les armes de l'antic Regne de València, i fan referència a la seva condició de vila reial. L'agulla és un element parlant al·lusiu al nom de la vila.
En l'Arxiu Històric Nacional es conserva un segell en tinta de 1877 on hi apareix el senyal reial però amb corona ducal sobremuntat de l'agulla, ambdós elements dins d'una cartel·la.
En la dècada del 1980 l'Ajuntament es proposà rehabilitar l'escut. La Reial Acadèmia de la Història (RAH) emetí un informe favorable el 22 de juny de 1984 però on, en realitat, proposava un escut diferent on canviava la forma, el timbre i fins i tot l'ordre i la distribució dels elements de l'escut. Tenia el següent blasonament:
| « | D'atzur una agulla de plata «alamaçada»; en cap d'or, els quatre pals de gules. Al timbre corona reial tancada. | » |

Finalment, en 1991, la Generalitat aprovà l'escut actual, on recuperava la forma tradicional en cairó.

## Imatges

Segell de 1877.
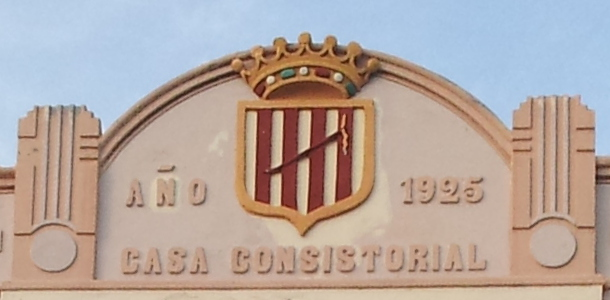
Escut a la façana de l'Ajuntament, 1925.
Proposta de la RAH, 1984.
Escut oficial, 1991.